# Universiteit van Pittsburgh

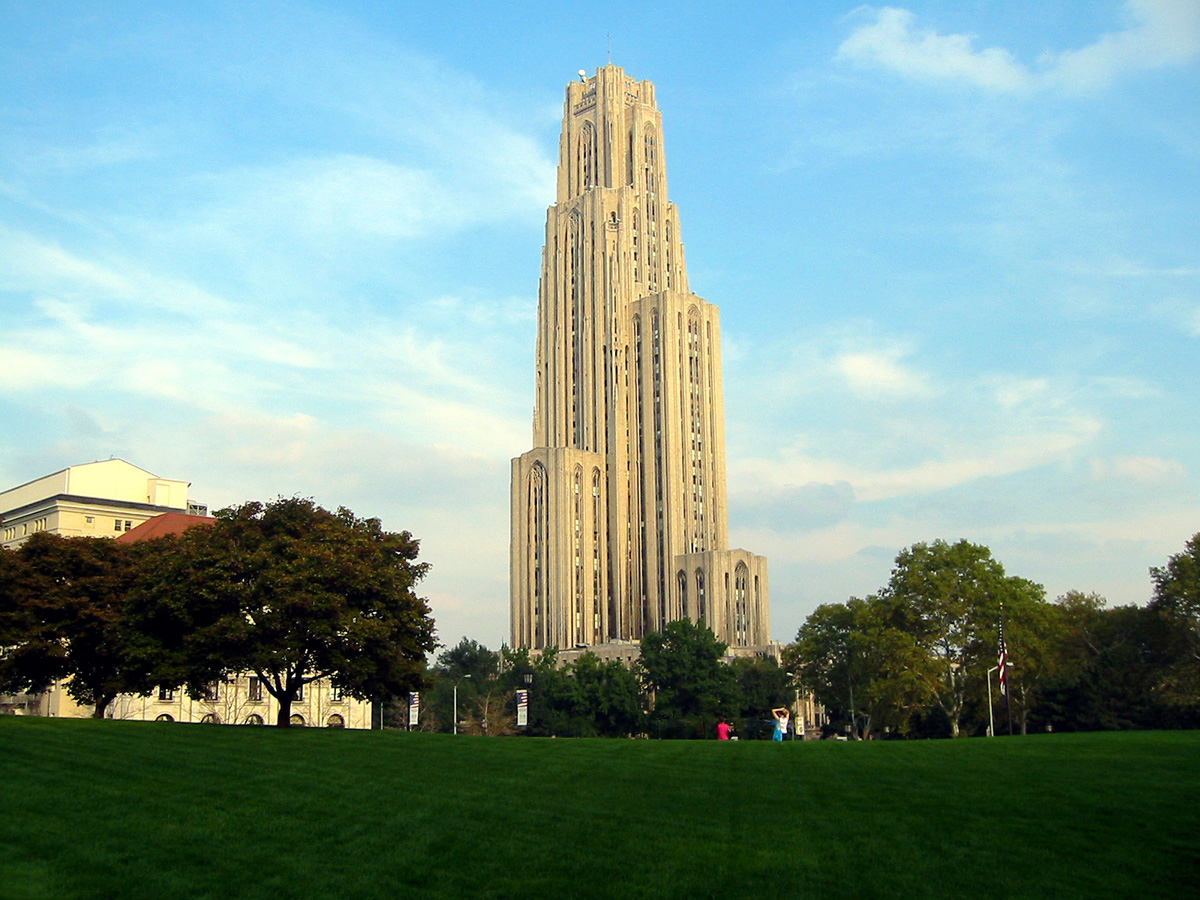
Cathedral of Learning aan de Universiteit van Pittsburgh

Universiteit van Pittsburgh, ook bekend als Pitt, is een universiteit in de Amerikaanse stad Pittsburgh. Ze werd in 1787 opgericht door Hugh Henry Brackenridge.
De universiteit is een van de 62 leden van de Association of American Universities.
De sportteams van deze universiteit zijn de Pittsburgh Panthers.